# Burg Zievel

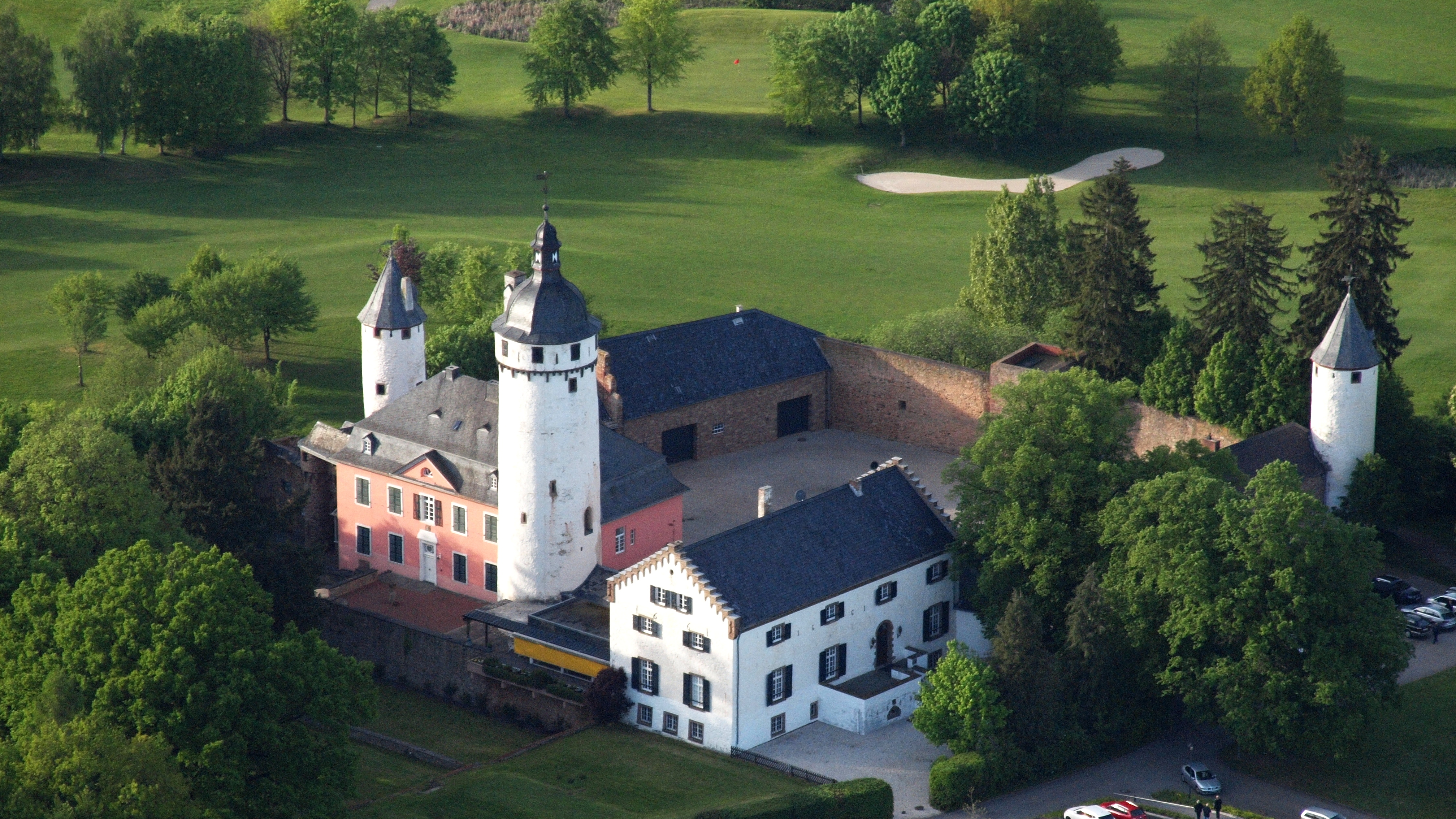
Burg Zievel, Luftaufnahme (2015)

Die Burg Zievel ist eine mittelalterliche Burg nahe dem Mechernicher Stadtteil Lessenich. Sie liegt am Südrand des Waldgebiets am Billiger Berg in der Nähe der Bundesautobahn 1, nahe dem Tal des Veybachs. Erreichbar ist sie über die Anschlussstelle Wißkirchen, Bundesstraße 266 und L 11.

## Geschichte
Im Laufe der fast 1000-jährigen Geschichte hatte die Anlage viele Besitzer und Eigentümer.
1107 wurde die Burg erstmals urkundlich erwähnt. In jenem Jahr befand sie sich im Besitz der Grafen von Limburg. Im gleichen Jahrhundert findet 1169 ein Gerhardus de Zivele urkundlich Erwähnung.
1190 gehört die Burg kurzzeitig dem Kölner Erzbischof Philipp von Heinsberg, bis sie 1234 wieder als freie Herrschaft den edelfreien Herren von Daun gehört, die sich daraufhin von Zievel nennen.
Die Burg kam im 14. Jahrhundert an die Familie Schmeich von Lissingen, ab 1337 befand sie sich im Besitz des Ritters Johann Schmeich von Lissingen. Hierzu gehörten die Dörfer Lessenich und Rißdorf.

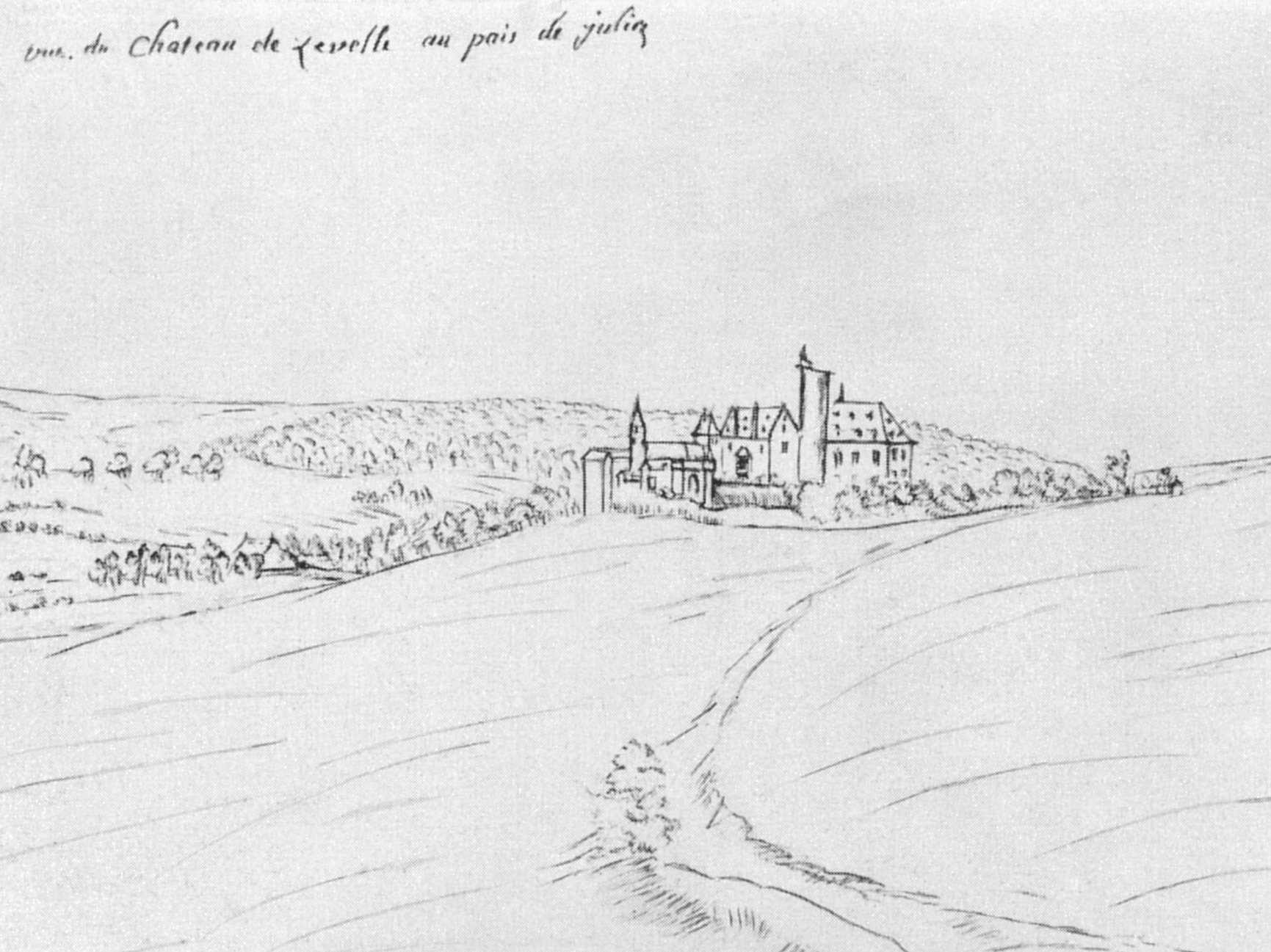
Burg Zievel, Zeichnung Renier Roidkins, 1. Hälfte 18. Jh.

Karl von Metternich erwarb die Burg im 15. Jahrhundert, sodass sie im 17. Jahrhundert per Erbgang der Familie von Metternich-Müllenark gehörte. Am Ende des 18. Jahrhunderts war sie jedoch schon Besitz der Familie von Roth. Seit 1822 ist die Burg mitsamt den dazugehörigen Ländereien Eigentum der Familie Krewel, die bereits seit 1766 ihre Pächterin war. Sie ließ 1828 das alte Herrenhaus der Anlage durch ein neues ersetzen.

## Beschreibung
Die Burg Zievel befindet sich in Privatbesitz und wird als Wohn- und Geschäftssitz genutzt. Die Außenanlagen sind nur teilweise frei zugänglich; in der Parklandschaft rund um Herrenhaus, Bergfried und Nebengebäude wurde durch den in den Jahren 1994/95 gegründeten Club ein 18-Loch-Golfplatz angelegt. Alter Baumbestand und schilfumstandene Teiche, die einst den englischen Landschaftsgarten prägten, umgeben die teilweise hügeligen Fairways.
Die rechteckige Anlage war ursprünglich eine Wasserburg, aber ihre Gräben sind nicht erhalten. Der runde Bergfried an der Westseite, durch barocke Haube und weißen Anstrich stark verändert, stammt in seinem Kern von einem älteren Vorläufer. Je ein Torturm befindet sich an der Südwest- und an der Nordwestecke. Ein zweigeschossiges Gebäude mit Staffelgiebel neben dem Bergfried ist 1661 datiert, stammt also aus der Metternich’schen Ausbauphase. Aus den Jahren 1825 bis 1828 stammt das neue Herrenhaus mit rosa Anstrich, das den 1828 abgerissenen Bau ersetzt.